# Polaroid
Polaroid Corporation är en amerikansk kameratillverkare som är mest känd för polaroidkameran, en direktbildskamera som gjort namnet Polaroid synonymt med just direktbildskameror. Ursprungligen var deras huvudprodukt polariserande solglasögon. Företaget grundades 1937 av Edwin Land, som forskat om polarisering.
Ekonomiska problem ledde till en rekonstruktion av företaget 2001. 2007 slutade man tillverka direktbildskameror och 2008 begärdes företaget i konkurs. Sannolikt har den digitala kamerautvecklingen slagit undan fötterna för de analoga direktbildskamerorna. 2017 köptes namnrättigheterna av Impossible group.

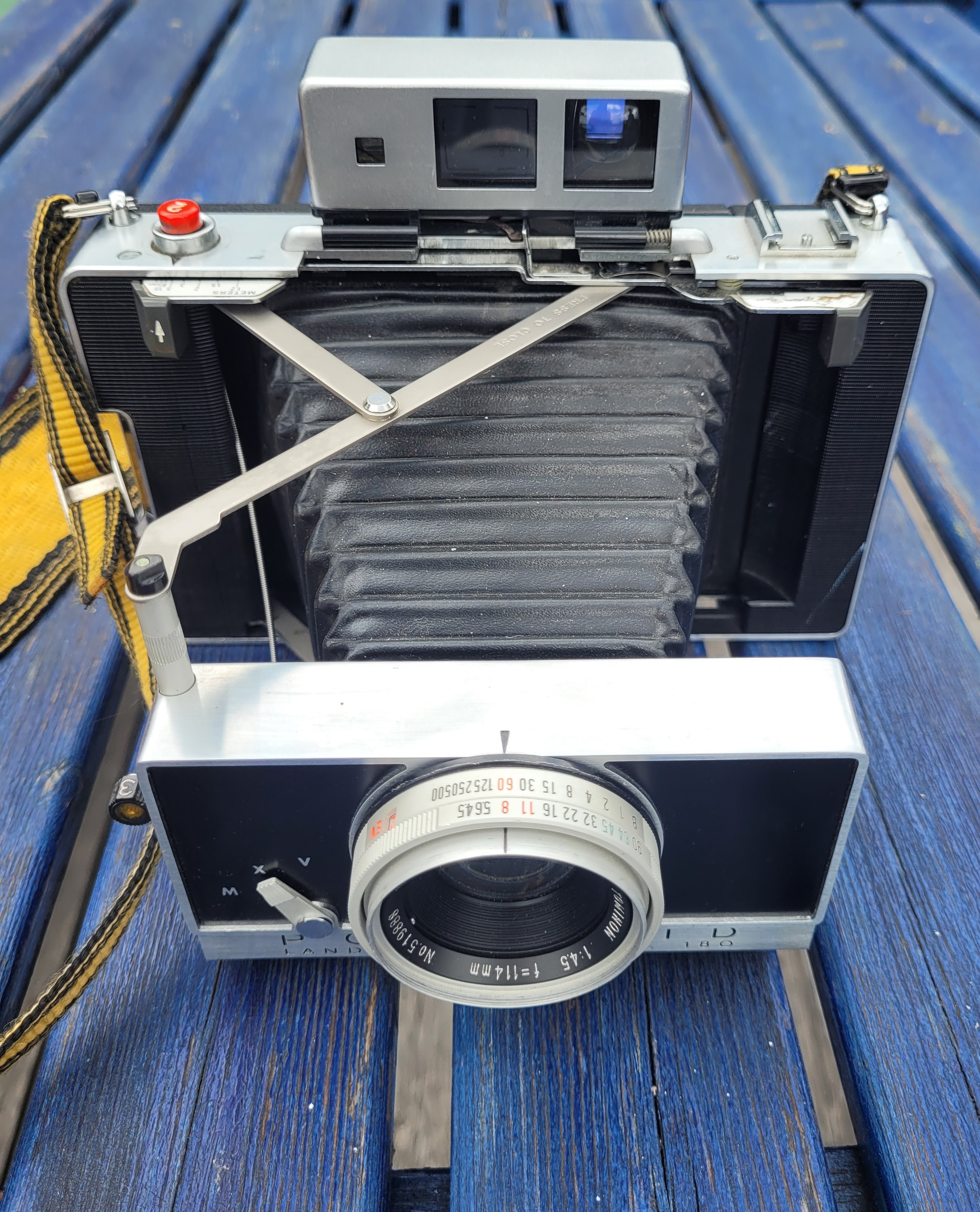
Polaroid, Land camera model 180.